# Yuki fujin ezu
Yuki fujin ezu (bra O Retrato da Senhora Yuki) é um filme japonês de 1950, do gênero drama, dirigido por Kenji Mizoguchi, com roteiro de Yoshikata Yoda e Kazuro Funabashi baseado em romance de Seiichi Funabashi.

## Elenco
- Michiyo Kogure como Yuki Shinano
- Yoshiko Kuga como Hamako Abe
- Ken Uehara como Masaya Kikunaka
- Eijirō Yanagi como Naoyuki Shinano